# Фицджеральд, Джеральдин
Джеральдин Мэри Фицджеральд (англ. Geraldine Mary Fitzgerald, 24 ноября 1913, Грейстонс, Ленстер — 17 июля 2005[…], Верхний Ист-Сайд, Нью-Йорк) — американская актриса, уроженка Ирландии, включённая в Американский театральный холл славы.

## Биография

### Карьера
Джеральдин Фицджеральд родилась 24 ноября 1913 года в городе Грейстонс, южнее Дублина, в семье адвоката Эдварда Фицджеральда и его жены Эдит (в девичестве Ричардс). Отец был католиком, а мать протестанткой, позже принявшей католицизм.
Стать актрисой её вдохновила тётя по материнской линии, актриса и режиссёр Шела Ричардс, и в 1931 года Фицджеральд появилась в одном из театров Дублина. В 1934 году она переехала в Лондон, где дебютировала на большом экране. После успеха в Лондоне Фицджеральд в 1938 году переехала в США, где продолжила кинокарьеру, а также дебютировала на Бродвее. Наибольшего успеха она достигла в 1939 году, когда была номинирована на «Оскар» за лучшую женскую роль второго плана в фильме «Грозовой перевал», а также сыграв Энн Кинг в фильме «Победить темноту».
В дальнейшем актриса появилась в таких успешных фильмах, как «Весёлые сёстры» (1942), «Дозор на Рейне» (1943) и «Вильсон» (1944), но к концу десятилетия её карьера постепенно начала идти на спад из-за частых конфликтов актрисы с управляющими киностудий. Она, к примеру, потеряла роль Бриджит О’Шоннесси в фильме «Мальтийский сокол» из-за споров с Джеком Уорнером. В 1946 году, после роли в фильме «Три незнакомца», Джеральдин Фицджеральд покинула Голливуд и переехала в Нью-Йорк, где вышла замуж за Стюарта Шефтеля, старшего сына Исидора Штрауса. После замужества она вернулась в Великобританию, где снялась в нескольких британских кинокартинах.
В 1951 году Джеральдин Фицджеральд с мужем вновь вернулись в США. После возвращения она почти не снималась, а её карьера начала вновь возрождаться лишь в 1960-е годы. Среди её поздних киноработ фильмы «Ростовщик» (1964), «Рейчел, Рейчел» (1968), «Прощай, самец» (1978), «Артур» (1981) и «Тристан и Изольда» (1981). Помимо кино, актриса снималась на телевидении и играла в театре, где также достигла успеха как режиссёр, став при этом одной из первых женщин, номинированных в этом направлении на «Тони». Одной из самых известных её телевизионных ролей стала Анна в сериале «Золотые девочки», которая принесла ей номинацию на «Эмми». Эту премию она всё-таки получила в 1978 году за роль в телевизионном шоу канала «NBC».
В 1990 году Джеральдин Фицджеральд выступала в качестве певицы кабаре с шоу Стритсонгс на Бродвее в течение трёх сезонов.
За вклад в киноиндустрию США актриса удостоена звезды на Голливудской аллее славы.

### Личная жизнь
Джеральдин Фицджеральд была замужем за Эдвардом Линдсей-Хоггом с 1936 по 1946 годы, от которого родила сына Майкла, ставшего режиссёром. Её вторым мужем был сын Исидора и Иды Штраусов Стюарт Штефель, с которым была вместе до его смерти в 1994 году. В этом браке родилась дочь Сьюзен Штефель.
Джеральдин Фицджеральд умерла 17 июля 2005 года в Нью-Йорке от осложнений болезни Альцгеймера в возрасте 91 года.

## Избранная фильмография
- Артур 2: На мели (1988) — Марта Бач
- Полтергейст 2: Обратная сторона (1986) — Бабушка Джесс
- Тристан и Изольда (1981) — Бронвин
- Артур (1981) — Марта Бач
- Прощай, самец (1978) — Миссис Толанд
- Отзвуки лета (1976) — Сара
- Гарри и Тонто (1974) — Джесси
- Рэйчел, Рэйчел (1968) — преподобный Вуд
- Ростовщик (1964) — Мэрилин Бирчфилд
- Покойная Эдвина Блэк (1951) — Элизабет Грэм
- Такая злая, любовь моя (1948) — Сьюзен Кортни
- Три незнакомца (1946) — Кристал Шаклефорд
- Никто не вечен (1946) — Глэдис Хэлворсен
- Вильсон (1944) — Эдит Вильсон
- Дозор на Рейне (1943) — Марта
- Весёлые сёстры (1942) — Эвелин
- Бегство от судьбы (1941) — Бетти Фэрроуэй
- Победить темноту (1939) — Энн Кинг
- Грозовой перевал (1939) — Изабелла Линтон